# Andrés de Vega
Andrés de Vega (Segovia, 1498 – Salamanca, 1549) è stato un teologo francescano spagnolo.

De iustificatione doctrina universa, 1572

Partecipò al concilio di Trento ed è noto per la sua teoria della giustificazione.

## Biografia
Vega nacque a Segovia nella Vecchia Castiglia, in Spagna. Era di famiglia nobile, figlio di Gundisalvo de La Vega e Leonora de León. Studiò all'Università di Salamanca  con Alfonso de Castro e Francisco de Vitoria; ottenne la laurea nel 1535 e il dottorato nel 1537. Entrò nell'ordine francescano nel convento di Salamanca il 23 marzo 1538.
Vega era uno scotista moderato influenzato dal pensiero di San Bonaventura. L'imperatore Carlo V lo inviò come teologo insieme ad altri studiosi al Concilio di Trento. A Trento Vega entrò in contatto con il cardinale Petrus Pacheco, vescovo di Jaén (per questo chiamato "Giennensis"), patrono dell'Ordine francescano. Vega ebbe un ruolo importante nelle discussioni preliminari sul canone della Bibbia. Ebbe anche una parte preminente nelle discussioni preliminari sulla giustificazione, entrando in contrasto con il teologo domenicano Domingo de Soto, che difendeva i principi tomisti. Mentre partecipava al concilio di Trento, Vega continuò le proprie attività accademiche e rispose a una domanda teologica di Carlo V sul battesimo degli indios.

## Opere
- (LA) Andres Vega, De iustificatione doctrina universa, Coloniae, Gerwin Calenius, Johann Quentel, 1572. URL consultato il 20 aprile 2015.